# Kaavi (Estland)
Kaavi (Duits: Kavi) is een plaats in de Estlandse gemeente Saaremaa, provincie Saaremaa. De plaats heeft de status van dorp (Estisch: küla).
Tot in oktober 2017 lag Kaavi in de gemeente Torgu. In die maand ging Torgu op in de fusiegemeente Saaremaa.

## Ligging
Kaavi ligt aan de oostkust van het schiereiland Sõrve, onderdeel van het eiland Saaremaa. De plaats heeft een haven.

## Geschiedenis
Kaavi werd in 1617 voor het eerst genoemd onder de naam Mick Kowe, een boerderij op het landgoed van Mõntu. In 1645 was de plaats onder de naam Kawe een nederzetting.
In 1954 kreeg Kaavi een vuurtoren. De toren is opgetrokken in beton en 15 meter hoog. Dankzij de opkomende begroeiing rond de vuurtoren is het licht in de loop der jaren steeds slechter zichtbaar geworden.